# 青田ケンイチ
青田 ケンイチ（あおた けんいち、1978年7月4日 -2021年7月20日 ）は、静岡県静岡市出身のミュージシャン、シンガーソングライター。血液型O型。43歳死去。

## 来歴
幼少の頃より音楽に触れ、13歳の頃にギターを始める。地元静岡県の音楽コンクールで優勝後上京。バンド活動を通し様々な「ごった煮」音楽を体験後、ソロに転向。アコースティックギターでの弾き語りを主体に活動を始める。その後日本各地を転々と移り住み、地元ライブハウスの店長などをしながら活動を続け、2008年にアルバム「BLUE CHANPLOO」をオリゾンテレコードより全国発売した。
現在はフリーに転向し、地元静岡でバンドを結成した（下記参照）。

## iKnows（アイノウズ）
青田ケンイチと、インストゥルメンタルバンドtheFLOWTIDEのメンバーが2011年に結成したバンド。
- 青田ケンイチ（アオタ ケンイチ） - ボーカル、ギター
- chuji（チュウジ） - ベース
- Tsubacchi（ツバッチ） - ドラム

## ディスコグラフィ
アルバム
1. BLUE CHANPLOO（2008年7月9日発売）[1]
2. ひかり（自主制作盤、2010年12月1日発売）